# Skolelinux
Skolelinux (anche DebianEdu) è una distribuzione Debian GNU/Linux, pensata e sviluppata per le scuole, per fini di edutainment. È una delle distribuzioni Debian Pure Blend, creata come soluzione informatica libera, progettata per adattarsi alle risorse e le esigenze delle scuole, ed attualmente è sviluppata a livello internazionale da una vasta comunità.

## Storia del progetto
In origine Skolelinux e Debian Edu erano due progetti separati.
Skolelinux è un progetto open source fondato in Norvegia nel luglio 2001 che si propone di includere al suo interno tutto il software di cui le scuole hanno bisogno. Il suo nome infatti deriva dal norvegese "Skole" (scuola).
Parallelamente, quasi nello stesso periodo, Raphael Herzog ha iniziato a sviluppare Debian-Edu in Francia.
Dal 2003 i progetti si sono fusi, ma i due nomi sono rimasti.

## Caratteristiche
DebianEdu/Skolelinux offre quattro differenti profili su un unico CD che, in modo molto semplice, installa una rete preconfigurata che include server, stazioni di lavoro e client server.
In breve, gli obiettivi principali del progetto sono:
- Fornire una soluzione software educativo completa, e interamente libera, adatta a scenari reali;
- Creare una distribuzione GNU/Linux studiata appositamente per le scuole e basata sui loro bisogni e sulle loro risorse;
- Semplificare la manutenzione delle grandi installazioni;
- Fornire una soluzione thin client che permetta una facile installazione, uso, manutenzione e amministrazione, la riduzione dei costi ed il riutilizzo di hardware datato;
- Tagliare i costi grazie ai software open source ed al riutilizzo di hardware datato;
- Localizzare le infrastrutture IT nelle lingue native Norvegese e Sami;
- Identificare i programmi adatti per l'uso scolastico;
- Permettere agli insegnanti di fornire agli studenti un'alta qualità di insegnamento.